# Kōbō Abe
Kōbō Abe (安部公房, Abe Kōbō?) (Kita, 7 de marzo de 1924-Kita, 22 de enero de 1993), seudónimo de Kimifusa Abe, fue un escritor, dramaturgo, guionista de cine, fotógrafo e inventor japonés. Conocido por su novela La mujer de la arena (1962), que obtuvo el Premio Yomiuri y cuya adaptación cinematográfica por Hiroshi Teshigahara ganó el Premio Especial del Jurado del Festival de Cannes, su obra (junto con la de Yukio Mishima y Yasunari Kawabata) renovó la literatura japonesa del siglo XX y ha sido comparada con la de Franz Kafka por su exploración surrealista y pesadillesca del individuo de la sociedad de posguerra.

## Biografía
Kōbō Abe nació en Kita (Tokio), aunque creció en la ciudad de Mukden (hoy día Shen-yang, en Manchuria). Su padre era médico e impartía clases a nivel universitario. Abe regresó a Japón en 1941, y comenzó sus estudios en la Universidad Imperial de Tokio en 1943. Se doctoró en medicina en 1948, pero ya había decidido que no ejercería esa profesión, y se dedicó a la escritura.
Su primera publicación fue una colección de poemas en 1947 (Mumei Shishu o Poemas de un poeta desconocido). Al año siguiente, escribió y publicó su primera novela, Owarishi michi no shirube ni (La señal de tráfico al final de la calle) en la que se dio a conocer ampliamente.
En 1951 le fue otorgado el galardón más prestigioso de las letras en Japón, el Premio Akutagawa, por su novela La pared o El crimen del señor Koruma. Posteriormente siguió escribiendo, especialmente obras teatrales, pero no fue hasta la publicación en 1962 de Sunna no onna (en castellano La mujer de la arena) cuando alcanzó el reconocimiento internacional. Durante toda esa década colaboró como guionista en diversas películas, incluida la adaptación cinematográfica de La mujer de la arena dirigida por Hiroshi Teshigahara. Posteriormente, en 1973, fundó un estudio de actuación en Tokio, donde formó actores empleando sus propios métodos de actuación, y dirigió diversas obras.
La característica que le generó particular fama, fueron sus exploraciones a menudo pesadillescas y surreales de lo individual, lo cual representa todo un hito en la sociedad contemporánea japonesa.

## Obra

### Novela
- La señal de tráfico al final de la calle (Owarishi michi no shirube ni, 1948)
- Capullo de seda rojo (1950)
- La pared o El crimen del señor Karuma (1951, Premio Akutagawa)
- Edad del hielo 4 (Dai yon kanpyoki, 1959)
- La mujer de la arena (Sunna no onna, 1962, Premio Yomuiri; Siruela, 1989)
- El rostro ajeno (Tanin no Kao, 1964; Siruela, 1994 y 2007)
- Idéntico al ser humano (Ningen sokkuri, 1967; Candaya, 2010, traducción de Ryukichi Terao y prólogo de Gregory Zambrano)
- El mapa calcinado (Moetsukita chizu, 1967; Eterna Cadencia, 2015, traducción de Ryukichi Terao y prólogo de Ednodio Quintero)
- El hombre caja (Hako otoko, 1973; Siruela, 2012, traducción de Ryukichi Terao y Gregory Zambrano).
- Encuentros secretos (Mikkai, 1977; Eterna Cadencia, 2014, traducción de Ryukichi Terao y Gregory Zambrano)

### Cuento
- Los cuentos siniestros (Eterna Cadencia, 2011, traducción de Ryukichi Terao y prólogo de Gregory Zambrano)
- Historia de las pulgas que viajaron a la luna (Eterna Cadencia, 2013, traducción de Ryukichi Terao y prólogo de Gregory Zambrano)

### Poesía
- Poemas de un poeta desconocido (Mumei shishu, 1947)
- La luna que ríe (Warau tsuki, 1975)

### Teatro
- Los fantasmas están aquí (1958)
- Los amigos (1974)
- Calzas verdes (1974)

## Cine
- La mujer de la arena (Sunna no onna, Hiroshi Teshigahara, 1964)
- El rostro ajeno (Tanin no kao , Hiroshi Teshigahara, 1966)